# Новоукраїнський район (1923—2020)
Новоукраї́нський райо́н — колишній район, розташований у південній частині Кіровоградської області. Населення становить 40 608 осіб (на 1 січня 2019 року). Адміністративний центр — місто Новоукраїнка.
17 липня 2020 року було укрупнено внаслідок адміністративно-територіальної реформи

## Географія
На півночі він межує з Маловисківським районом, на сході — з Кропивницьким і Компаніївським районами, на заході — з Добровеличківським районом, на півдні — з Бобринецьким районом Кіровоградської та Братським районом Миколаївської області.
Більша частина території району розташована у степовій зоні, крайня північна частина — у лісостепу, поверхня — рівнинна, розчленована долинами річок, балками та ярами, але на півдні розташована найвища точка області — 269 метрів над рівнем моря. Найбільші річки — Чорний Ташлик, Сухий Ташлик і Плетений Ташлик. Ґрунти головним чином чорноземні.
Основні корисні копалини — глина і граніт (кольорові граніти Капустянського родовища, що біля с. Кам'яний Міст, прикрашають архітектуру міст багатьох країн світу).
Найпоширеніші породи дерев — дуб, ясен і липа, кущів — шипшина, глід і терен.
Район має чотири природно-заповідних об'єкти:
- Войнівський (с. Новоолександрівка)
- Явдокимівський (м. Новоукраїнка)
- Пам'ятка природи Ташлицькі Скелі (м. Новоукраїнка)
- Заповідне урочище Горіхівська Балка (с. Воронівка)

Останнім часом, завдяки чудовому санаторію та природно-оздоровчому центру, все більше відомим стає Гусарське урочище (с. Піддубне), славне своєю цілющою мінеральною водою.

## Історія

### Доісторичний період
Найвизначнішою археологічною пам'яткою, знайденою на цій території, є знаменитий Глодоський скарб — поховання дуже багатого і знатного вождя кінця VII ст. або початку VIII ст. н. е. з великою кількістю золотих і срібних виробів. Обрядова специфіка дає можливість припущення слов'янської приналежності похованого.

### Козацький період
Від часів виникнення Запорізької Січі ці землі входили до полків та паланок Козацької держави. 
У добу Гетьманщини терен, зайнятий тепер Новоукраїнським районом, входив до вольностей (превільованих земель) Війська Запорозького. Внаслідок невдалої війни з Туреччиною 1710–1713 рр. він потрапив під владу Османської імперії, але після поразки турків у війні 1735–1739 рр. ввійшов до складу Бугогардської паланки Нової Січі.
У 1753 р. (за сенатським указом від 18.08.1753 р.) ця територія була віддана Новослобідському козацькому поселенню, з якого 14 травня 1754 року був сформований Новослобідський козацький полк. Від цієї дати починається стабільне заселення майбутньої Новоукраїнщини. Сотенною слободою полку був Сухий Ташлик (Глодоси), у складі полку перебували також поселення Павлівськ (Новоукраїнка), Чорний Ташлик (тепер у складі Новоукраїнки), Рівне.

### Імперський період
У 1764 р. Новослобідський козацький полк був переформований у Єлисаветградський пікінерний полк, а його територія ввійшла до складу Єлисаветградської провінції Новоросійської губернії, створеної за указом від 30.03.1764 р. Командував полком Микола Адабаш, що відобразилося у назві місцевості, де тепер розташована однойменна залізнична станція.
У 1769 р. в Єлисаветградській провінції був поселений Молдавський гусарський полк, сформований з турецьких підданих православного віросповідання, які перейшли на сторону Росії під час російсько-турецької війни, розпочатої 1768 року. Полк складався із шістнадцяти поселенських рот. Штаб полку та штаб його 1-ї роти знаходились у Павлівському шанці (укріпленому поселенні), у Чорноташлицькому шанці розміщалася 4-та рота, у Сухоташлицькому — 12-та рота. Командував полком Василь Звєрєв, назва села Звєрєвка в Новоукраїнському районі нагадує про свого колишнього власника.
У 1773 р. Павлівськ (з 1764 р. — Ново-Павлівськ) офіційно отримав статус посаду, тобто неадміністративного міста, хоча фактично був містом з початку свого існування — заснувався як фортеця, що й відрізняло в давнину міські поселення від сільських.
У 1775–1776 рр. провінції Новоросійської губернії були поділені на повіти, більша частина рот Молдавського гусарського полку ввійшла до складу Катерининського (з 1781 р. — Ольвіопольського) повіту Єлисаветградської провінції.
У кінці 1782 р. провінції були скасовані, а 30 березня 1783 р. Новоросійська губернія об'єдналася з Азовською і стала називатися Катеринославським намісництвом, адміністративно-територіальний поділ якого остаточно визначився 22 січня 1784 р.
4 вересня 1784 р. адміністративним центром Ольвіопольського повіту став Новомиргород, а повіт був перейменований на Новомиргородський.
27 січня 1795 р. Новомиргородський повіт увійшов до складу новоствореного Вознесенського намісництва, яке проіснувало до 12 грудня 1796 р. З Вознесенського і Катеринославського намісництв знову була сформована Новоросійська губернія, кордони і поділ якої були остаточно визначені указом від 29 серпня 1797 р., за яким територія Новомиргородського повіту була розподілена між Єлисаветградським і Ольвіопольським повітами.
8 жовтня 1802 р. Новоросійська губернія розділилася на три губернії, територія майбутньої Новоукраїнщини опинилася у Миколаївській губернії, яка 15 травня 1803 р. у зв'язку з переведенням адміністративного центру до Херсону була перейменована на Херсонську.
Після указу 16 квітня 1817 р. про реформування Бузького козацького війська у Бузьку уланську дивізію в усіх, крім Тираспольського, повітах Херсонської губернії почався процес створення військових поселень.
У 1821 р. в Єлисаветградському повіті була розміщена 3-тя Українська уланська дивізія, сформована з полків Українського козацького війська, прославленого в боях Вітчизняної війни 1812 року та закордонних походах 1813–1814 рр. У Новопавлівську (Новоукраїнці) стояв 1-й ескадрон, а в Рівному — 2-й ескадрон 1-го Українського уланського полку (з 1830 р. — Українського уланського полку, без номера), у Сухому Ташлику (Глодосах) — 3-й ескадрон 2-го Українського уланського полку (з 1830 р. — Новоархангельського уланського полку) цієї дивізії. Павлівський посад був полковим поселенням — тут знаходився штаб 1-го Українського уланського полку (колишнього 1-го Українського козацького полку), у зв'язку з чим у 1830 р. місто перейменували на Новоукраїнку. Військові поселення 2-го резервного кавалерійського корпусу, до складу якого входила 3-тя Українська уланська дивізія, були поділені на вісім округів. Новоукраїнка була центром 5-го кавалерійського округу, в якому рахувалося й Рівне, Глодоси підпорядковувалися 6-му кавалерійському округу з центром у Новоархангельську. Ескадронні поселення одночасно були волосними центрами своїх округів. У 5-му окрузі центром 1-ї волості була Новоукраїнка, 2-ї — Рівне, 3-ї — Новоукраїнськ (Злинка). У Глодосах був центр 3-ї волості 6-го округу.
Запровадження військових поселень і передача території у військове відомство привело до скасування Єлисаветградського повіту, що сталося 6 грудня 1828 р. Землі, не зайняті військовими, відійшли до новоствореного Бобринецького повіту.
За указом 4 червня 1857 р. військові поселення почали скасовуватися, згодом відновився Єлисаветградський повіт, правління якого було переведене з Бобринця до Єлисаветграда у 1865 р. Села, в яких стояли кавалеристи, були переведені у стан державних, ескадронні — стали волосними центрами повіту. Новоукраїнка з 1858 р. знову стала називатися посадом Павлівськом (з доданням у дужках уточнення — Новоукраїнка), поселення Глодоси 29 січня 1863 р. отримало статус містечка, відновилося містечко у Рівному, а в Семенастому воно було запроваджене та існувало без змін з 1831 р.

### Радянський період
В подальшому і до радянських часів новоукраїнський терен перебував у складі Єлисаветградського повіту Херсонської губернії.
У травні 1919 р. Херсонська губернія розділилася на дві — Одеську та Херсонську, що було затверджено Всеукрревкомом 28 січня 1920 р. 13 березня 1920 р. Херсонську губернію перейменували на Миколаївську, в складі якої й перебував Єлисаветградський повіт. На VI Єлисаветградському з'їзді Рад, який відбувся 4 — 12 лютого 1921 р., була прийнята постанова про створення районів, для чого вибрана спеціальна адміністративно-територіальна комісія. Постановою міжвідомчої губернської територіальної комісії від 5 квітня 1921 р. Єлисаветградський повіт був поділений на 9 районів, один з яких називався Новоукраїнським. 24 червня 1921 р. районів стало вісім (Єлисаветградський район укрупнився за рахунок ліквідованого Володимирського), а 22 лютого 1922 р. — п'ять, але Новоукраїнський район не скасовувався. 24 травня 1922 р. поширений пленум Єлисаветградського повітового виконкому прийняв постанову про ліквідацію районів і районних адміністративних установ. У липні 1922 р. з ліквідацією районів у Єлисаветградському повіті відбулося укрупнення волостей — замість 40 стало 24. У жовтні 1922 р. Миколаївська губернія злилася з Одеською.
Постановою ВУЦВК від 7 березня 1923 р., затвердженою 2-ю сесією ВУЦВК 12 квітня 1923 р., повіти були скасовані, а губернії поділені на округи та райони. Так, у складі Єлисаветградського округу Одеської губернії виник Новоукраїнський та Рівнянський райони.
8 липня 1924 р. Єлисаветград був перейменований на Зінов'євськ з відповідним перейменуванням округу.
3 червня 1925 р. постановою ВУЦВК губернії були ліквідовані, а округи укрупнені.
У 1930 р. постановами ВУЦВК та РНК УРСР від 13 червня та 12 вересня округи були ліквідовані та встановлена двоступенева система управління (район — центр).
У лютому 1931 р. був ліквідований Рівнянський район, а його територія приєднана до Новоукраїнського.
9 лютого 1932 р. в ряді перших п'яти областей була утворена Одеська область з Новоукраїнським та Рівнянським районами у своєму складі.
У липні 1933 р. частина території Рівнянського району була виділена для формування Компаніївського району.
27 грудня 1934 р. Зінов'євськ був перейменований на Кірове.
У 1937 р. Новоукраїнський район складався з однієї селищної (Новоукраїнської) та 16 сільських рад, Рівнянський район — з 14 сільських рад.
У 1938 р. Новоукраїнка отримала статус міста, втрачений нею в зв'язку з радянськими адміністративними реформами.
10 січня 1939 р. указом Президії ВР СРСР була утворена Кіровоградська область, а Кірове перейменоване на Кіровоград. У склад області ввійшли Новоукраїнський та Рівнянський райони.
Під час німецької окупації (01.08.1941 — 17.08.1944) Новоукраїнський район був у складі Новомиргородського дебіту, а Рівнянський район — у складі Бобринецького дебіту, які входили до Миколаївського генерального округу (генералбезірку), підпорядкованого Райхскомісаріату України.
Після війни Новоукраїнський район складався з 14 сільрад, в яких налічувалося 64 населених пункти, Рівненський район — з 14 сільрад і 61 населеного пункту.
12 листопада 1959 р. Новоукраїнський та Рівнянський райони були укрупнені за рахунок ліквідованих Витязівського та Піщанобродського районів.
У 1962 р. Новоукраїнський район налічував 2 міста (Новоукраїнка та Помічна, яка тоді була в Новоукраїнському районі) та 98 сільських поселень, підпорядкованих 14 сільським радам, Рівнянський район складався з 9 сільських рад, які об'єднували 41 населений пункт.
30 грудня 1962 р. Рівнянський район був ліквідований, а його територія відійшла до знов укрупненого Новоукраїнського району.
4 січня 1965 р. в Кіровоградській області відбулось розукрупнення районів (з 12 створено 18), але Рівнянський район вже не відновився. Цього року Новоукраїнський район складався з однієї міської та 17 сільських рад і мав 94 населених пункти.
05.02.1965 Указом Президії Верховної Ради Української РСР передано Миколаївську Новоукраїнського району до складу Добровеличківського району, а Глодоську Маловисківського району — до складу Новоукраїнського району.
У 1972 р. в районі було 1 міська, 19 сільських рад і 94 населених пункти, у 1977 р. — 1 міська рада, 16 сільських рад і 86 населених пунктів, у 1979 р. — 1 міська рада, 16 сільських рад і 86 населених пунктів у 1986 р. — 1 міська рада, 16 сільських рад і 83 населених пунктів, у 1991 р. сільських рад збільшилося до 21.
Новоукраїнський район — один з найстаріших і найстабільніших районів області. Заснований 5 квітня 1921 року, на відміну від більшості районів, утворених 7 березня 1923 року, він тільки раз, на строк менше року, припиняв своє існування.

## Адміністративний поділ
Район адміністративно-територіально поділяється на 1 міську раду та 21 сільську раду, які об'єднують 74 населені пункти та підпорядковані Новоукраїнській районній раді. Адміністративний центр — місто Новоукраїнка.

## Економіка
Економіку району складають рільництво, тваринництво, харчова промисловість та виробництво будівельних матеріалів.

## Транспорт
Територією району проходить автошлях E584.

## Населення
Розподіл населення за віком та статтю (2001)
| Стать | Всього | До 15 років | 15-24 | 25-44 | 45-64 | 65-85 | Понад 85 |
| --- | ------ | ----------- | ----- | ----- | ----- | ----- | -------- |
| Чоловіки | 22 458 | 4690        | 3030  | 6520  | 5787  | 2346  | 85       |
| Жінки | 26 028 | 4407        | 2911  | 6493  | 7022  | 4730  | 465      |
| \| Статево-вікова піраміда \| Статево-вікова піраміда \| Статево-вікова піраміда \| \| ----------------------- \| ----------------------- \| ----------------------- \| \| Чоловіки \| Вік \| Жінки \| \| 85 \| 85 + \| 465 \| \| 154 \| 80-84 \| 545 \| \| 504 \| 75-79 \| 1396 \| \| 847 \| 70-74 \| 1591 \| \| 841 \| 65-69 \| 1198 \| \| 1670 \| 60-64 \| 2254 \| \| 1132 \| 55-59 \| 1431 \| \| 1461 \| 50-54 \| 1651 \| \| 1524 \| 45-49 \| 1686 \| \| 1690 \| 40-44 \| 1676 \| \| 1617 \| 35-39 \| 1611 \| \| 1621 \| 30-34 \| 1509 \| \| 1592 \| 25-29 \| 1697 \| \| 1470 \| 20-24 \| 1417 \| \| 1560 \| 15-20 \| 1494 \| \| 1914 \| 10-14 \| 1766 \| \| 1534 \| 5-9 \| 1464 \| \| 1242 \| 0-4 \| 1177 \| |        |             |       |       |       |       |          |
| Статево-вікова піраміда |        |             |       |       |       |       |          |
| Чоловіки | Вік    | Жінки       |       |       |       |       |          |
| 85 | 85 +   | 465         |       |       |       |       |          |
| 154 | 80-84  | 545         |       |       |       |       |          |
| 504 | 75-79  | 1396        |       |       |       |       |          |
| 847 | 70-74  | 1591        |       |       |       |       |          |
| 841 | 65-69  | 1198        |       |       |       |       |          |
| 1670 | 60-64  | 2254        |       |       |       |       |          |
| 1132 | 55-59  | 1431        |       |       |       |       |          |
| 1461 | 50-54  | 1651        |       |       |       |       |          |
| 1524 | 45-49  | 1686        |       |       |       |       |          |
| 1690 | 40-44  | 1676        |       |       |       |       |          |
| 1617 | 35-39  | 1611        |       |       |       |       |          |
| 1621 | 30-34  | 1509        |       |       |       |       |          |
| 1592 | 25-29  | 1697        |       |       |       |       |          |
| 1470 | 20-24  | 1417        |       |       |       |       |          |
| 1560 | 15-20  | 1494        |       |       |       |       |          |
| 1914 | 10-14  | 1766        |       |       |       |       |          |
| 1534 | 5-9    | 1464        |       |       |       |       |          |
| 1242 | 0-4    | 1177        |       |       |       |       |          |

Національний склад населення за даними перепису 2001 року:
| Національність | Кількість осіб | Відсоток |
| -------------- | -------------- | -------- |
| українці       | 45578          | 94,00 %  |
| росіяни        | 1350           | 2,78 %   |
| молдовани      | 929            | 1,92 %   |
| білоруси       | 223            | 0,46 %   |
| вірмени        | 148            | 0,31 %   |
| інші           | 258            | 0,53 %   |

Мовний склад населення за даними перепису 2001 року:
| Мова       | Кількість осіб | Відсоток |
| ---------- | -------------- | -------- |
| українська | 46219          | 95,32 %  |
| російська  | 1293           | 2,67 %   |
| молдовська | 640            | 1,32 %   |
| вірменська | 126            | 0,26 %   |
| білоруська | 89             | 0,18 %   |
| інші       | 119            | 0,25 %   |

## Природно-заповідний фонд

### Ботанічні пам'ятки природи
Грузька балка, Новопавлівська балка.

### Комплексна пам'ятка природи
Ташлицькі скелі.

### Ентомологічний заказник
Явдокимівський.

### Ландшафтні заказники
Войнівський (загальнодержавного значення), Діброва нащадків, Калинова балка, Квіти на скелях, Косюрівський, Малі Байраки.

### Заповідні урочища
Горіхівська балка, Ексампей.

## Пам'ятки
У Новоукраїнському районі Кіровоградської області на обліку перебуває 74 пам'ятки історії.
У Новоукраїнському районі Кіровоградської області на обліку перебуває 9 пам'яток архітектури.

## Видатні особистості
- Кропивницький Марко Лукич — видатний український драматург, актор, режисер, засновник театру корифеїв.

## Політика
25 травня 2014 року відбулися Президентські вибори України. У межах Новоукраїнського району були створені 43 виборчі дільниці. Явка на виборах складала — 58,68 % (проголосували 18 535 із 31 584 виборців). Найбільшу кількість голосів отримав Петро Порошенко — 43,93 % (8 143 виборців); Юлія Тимошенко — 20,32 % (3 767 виборців), Олег Ляшко — 15,43 % (2 860 виборців), Анатолій Гриценко — 6,09 % (1 129 виборців), Сергій Тігіпко — 3,22 % (596 виборців). Решта кандидатів набрали меншу кількість голосів. Кількість недійсних або зіпсованих бюлетенів — 1,31 %.